# 참PD
참PD(본명: 이세영, 1981년 4월 10일~)는 대한민국의 사업가이자 유튜버이다. 주로 먹방 영상을 업로드한다.
음식 프랜차이즈의 대표이다. 아내와 2남을 두었다. 2011년 5월 18일 유튜브 채널을 개설하고, 2018년 2월 2일 유튜브 활동을 시작하였다. 2019년 10월, 100만 구독자를 달성하며 유튜브 골드 버튼을 수상했다. 하지만 2020년 7월 21일 한혜연의 뒷광고 논란으로 인해 자신의 심정을 말한 뒤 당분간 유튜브 활동을 중단하겠다고 선언했다. 이후 같은해 9월 26일 동영상을 업로드하며 활동을 재개했다.

## 사건사고

### 유튜브 뒷광고 폭로
참PD가 2020년 7월에 음주후 도티, 쯔양, 임다, 파뿌리, 악녀등 수많은 유튜버가 뒷광고를 사용했다는 사실을 말하여 수많은 유튜버가 피해를 입었다.